# Tusipulla coxalis
Tusipulla coxalis is een hooiwagen uit de familie Assamiidae.